# Pařížská radnice

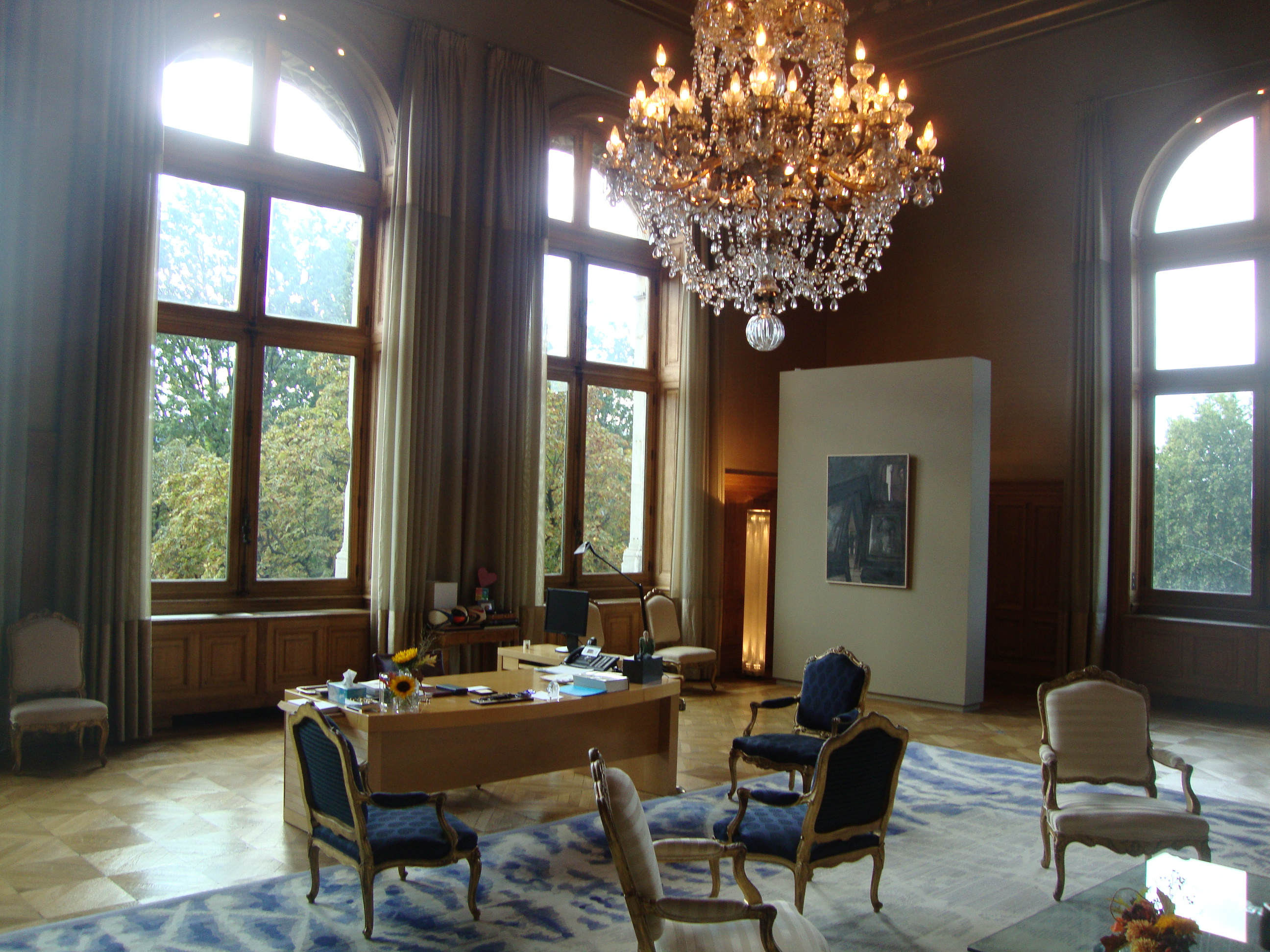
Pracovna pařížského starosty

Pařížská radnice (francouzsky Mairie de Paris) představuje správu města Paříže a departementu Paříže. Jejím výkonným orgánem je volená Pařížská rada a v jejím čele stojí pařížský starosta. Jejím sídlem je historická budova radnice Hôtel de ville de Paris.

## Historie
Pařížská městská obec se ustanovila kolem roku 1260, kdy Ludvík IX. povolil, aby představení cechu obchodníků spravovali část města. Cech měl monopol na plavbu po řekách Seina, Oise, Marna a Yonne, reguloval říční obchod a stanovoval poplatky. Do té doby město spravoval jen zástupce krále - prévôt de Paris. Spolu s ním od té doby město spravoval i prévôt des marchands a konšelé, kteří byli voleni z měšťanů, ovšem cech obchodníků měl značnou politickou převahu.
Vliv městské správy vyvrcholil v polovině 14. století, kdy byl jejím představitelem Étienne Marcel. Ten v roce 1358 vyvolal proti králi povstání a donutil dauphina, budoucího krále Karla V. k politickým ústupkům.
Do Francouzské revoluce se vedení pařížské radnice skládalo z těchto osob:
- prévôt des marchands
- 4 konšelé
- 36 poradců
- 16 zástupců čtvrtí (tzv. quartenier)

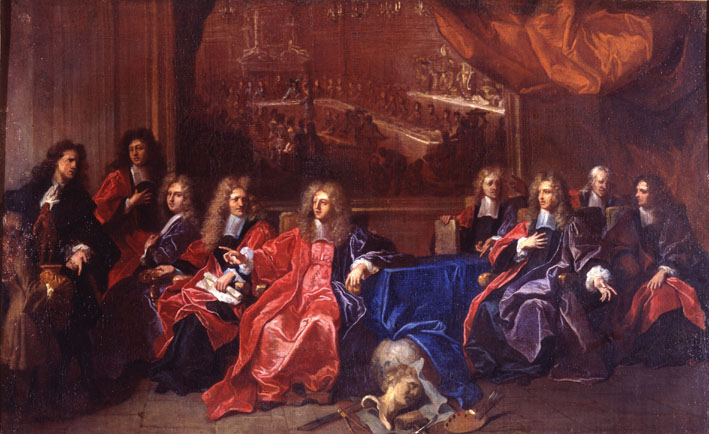
Prévôt a konšelé (1689)

Posledním prévôtem byl Jacques de Flesselles jmenovaný 21. dubna 1789. Když 27. května 1789 zástupci třetího stavu žádali podíl na správě a vedení města, Jacques de Flesselles jejich požadavky odmítl jako nelegální. 25. června 1789 byl návrh opět předložen a pod tlakem veřejnosti přiznal Jacques de Flesselles účast 12 volených zástupců ve správě města. První zasedání tohoto shromáždění se konalo 13. července 1789 a Jacques de Flesselles byl zvolen jeho prezidentem. Ovšem již následujícího dne 14. července proběhl útok na Bastillu. Vzbouřenci, kteří hledali na radnici zbraně, žádné nenašli a Flessellese obvinili ze spojení s králem. Byl tedy téhož dne před radnicí zastřelen a jeho hlavu nosil dav po ulicích nabodnutou na kopí. Dosavadní funkce prévôta zanikla a den na to byl zvolen první pařížský starosta Jean Sylvain Bailly.
Zákon z 11. října 1795 rozdělil dosud jednotné město Paříž na 12 obvodů, které fungovaly jako samostatné obce s vlastními radnicemi. 17. února 1800 Napoleon Bonaparte těchto 12 radnic rozpustil a obvody se staly pouhými správními jednotkami. Město mělo opět jednu společnou radnici. V jejím čele stál prefekt, který správu města řídil z Hôtel de ville. Samotná funkce starosty byla zrušena a v čele pařížské rady zřízené podle zákona o obcích z 5. dubna 1884 stál prezident volený na jeden rok, což byla jen čestná funkce.
Funkce starosty byla během 19. století obnovena dvakrát, pokaždé však jen na velmi krátkou dobu. Od února do června 1848 a podruhé od září 1870 do června 1871.
Zákon ze dne 16. června 1859 upravil územní rozdělení Paříže tak, že vytvořil 20 městských obvodů, které existují dodnes. V čele každého obvodu stál starosta a dva přidělenci (adjoints) volení na tři roky. Zákon ze 14. dubna 1871 zvýšil počet přidělenců na tři a dobu trvání mandátu časově neomezil.
10. července 1964 vznikl departement Paříž (po zrušení bývalého departementu Seine). Tento zákon dělí Paříž na obec a departement. Paříž má od té doby volený orgán, tzv. Pařížskou radu, která v sobě zahrnuje městskou radu (samospráva) i generální radu pro departement (státní správa). Radu tvořili volení zástupci každého obvodu a v jejím čele stál prezident, což byla čestná funkce. Francouzská metropole však stále funkci starosty neměla. V čele města Paříže stál i nadále prefekt, tedy osoba jmenovaná státem, takže rada měla jen omezené pravomoci. Zatímco jednotlivé obvody měly své starosty, metropole nikoliv.
Teprve zákon ze 31. prosince 1975 obnovil funkci starosty Paříže, který je představitelem města a předsedá pařížské radě. Tím je starosta jak představitelem obce, tak zároveň departementu (obdobně jako je hlavní město Praha obcí a zároveň VÚSC a pražský primátor představitelem obce i kraje). Tím jsou pravomoci pařížského starosty mnohem rozsáhlejší, než starostů ostatních francouzských měst.
Zákon vstoupil v platnost v roce 1977. První obecní volby se konaly 25. března 1977 a starostou se stal Jacques Chirac.
Dne 31. prosince 1982 vyšel tzv. zákon PLM (Paříž-Lyon-Marseille), který těmto třem velkým městům přiznal zvláštní práva v oblasti samosprávy. Paříž zůstala rozdělena do dvaceti obvodů, z nichž každý má obvodní radu (conseil d'arrondissement), která je volená. Obvodní rady spravují místní občanskou vybavenost (kulturní, společenské a sportovní podniky), tvoří druh vnitřní komunální decentralizace a jsou tak prostředníky mezi obyvatelstvem a ústředním orgánem - pařížskou radnicí. Jejich kompetence jsou poradní a jsou omezeny na správu zařízení, jinak jsou pod vlivem pařížské rady. Obvody samotné nemají vlastní prostředky ani rozpočet a starostové obvodů mají jen omezené pravomoci.
Zákon z 29. prosince 1986 upravil správu a financování města Paříže. Převedl rovněž na starostu Paříže některé pravomoci, které zákon PLM dal původně policejnímu prefektovi: bezpečnost, dohled nad tržnicemi, ochrana veřejného městského majetku.
Poslední změnu přinesl zákon z 27. února 2002. Týká se posílení pravomocí obvodních rad v oblasti investic a přijímání zaměstnanců. Podle tohoto zákona přebírá starosta Paříže rovněž zodpovědnost za místní dopravu a parkování, čímž se výrazně omezily pravomoci Policejní prefektury.

Mapa městských obvodů (volební obvody do komunálních voleb)

## Volby v Paříži

### Obecní volby
Komunální volby se konají podle městských obvodů. Každý obvod volí své obvodní rady, které mají celkem 517 členů. Obvodní rady volí své starosty týden po volbách, obdobně jako v ostatních francouzských obcích. Z každého obvodu se také volí zástupci do pařížské rady, která pak volí starostu Paříže. Pařížská rada má souběžně pravomoci městské rady (která spravuje město) a generální rady (která spravuje departement).

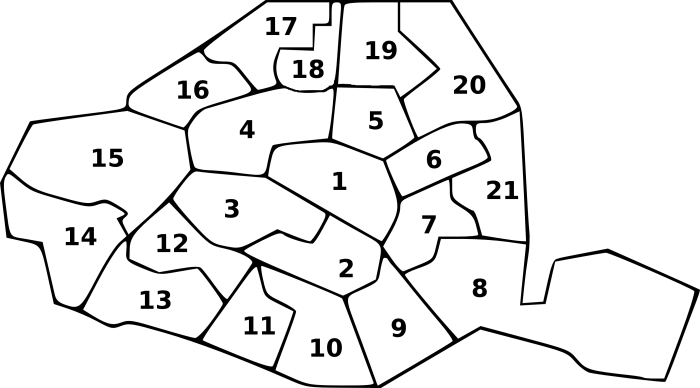
Mapa volebních obvodů pro parlamentní volby

### Parlamentní volby
Departement Paříž je rozdělen do 21 volebních obvodů pro volby do Národního shromáždění a každý obvod volí jednoho poslance. Hranice těchto volebních obvodů se vždy neshodují s hranicemi městských obvodů, jako je tomu při obecních volbách.
Obvody mají odlišný počet obyvatel a proto pro spravedlivější zastoupení v parlamentu jsou málo obydlené centrální obvody (1., 2., 3. a 4.) spojeny do jednoho volebního obvodu a naopak lidnaté obvody jsou rozděleny do více volebních obvodů. 15. a 16. obvod jsou rozděleny každý na dva celky a 18. obvod dokonce na tři. Od roku 2007 je za Paříž zvoleno 11 socialistických poslanců, 2 zelení a 8 za UMP.

## Paříž a předměstí
Na rozdíl od většiny velkých městských aglomerací ve Francii jako Lille nebo Lyon, nebo jiných světových metropolí, neexistuje v pařížské aglomeraci žádný zastřešující orgán pro město Paříž a jeho předměstí, který by koordinoval řešení problémů mezi jednotlivými samostatnými obcemi na hustě osídleném území. Tento nedostatek se projevil především při nepokojích v roce 2005, které se rozšířily na předměstích. Tyto události vyvolaly diskusi o zřízení administrativního celku, tzv. „Velké Paříže“. 
Po několikaletých politických jednáních vznikne od 1. ledna 2016 nová správní jednotka Métropole du Grand Paris zahrnující Paříž a obce v okolních departementech. Počet zástupců Paříže v metropolní radě (conseil métropole) byl stanoven na 90.